# Ella and Oscar
Ella and Oscar från 1976 är ett musikalbum av Ella Fitzgerald och Oscar Peterson. På albumets andra halva medverkar också basisten Ray Brown.

## Låtlista
1. Mean to Me (Fred Ahlert/Roy Turk) – 3:30
2. How Long Has This Been Going On? (George Gershwin/Ira Gershwin) – 4:59
3. When Your Lover Has Gone (Einar Aaron Swan) – 4:58
4. More Than You Know (Vincent Youmans/Billy Rose/Edward Eliscu) – 4:38
5. There's a Lull In My Life (Mack Gordon/Harry Revel) – 5:00
6. Midnight Sun (Johnny Mercer/Lionel Hampton/Francis Burke) – 3:41
7. I Hear Music (Burton Lane/Frank Loesser) – 5:11
8. Street of Dreams (Victor Young/Sam M Lewis) – 4:08
9. April in Paris (Vernon Duke/E.Y. Harburg) – 8:39

## Medverkande
- Ella Fitzgerald – sång
- Oscar Peterson – piano
- Ray Brown – bas (spår 6–9)